# Karl Rudolf von Strauch
Karl Alois Rudolf Strauch seit 1827 Karl Alois Rudolf von Strauch (* 21. Januar 1771 in Aachen; † 14. September 1844 ebenda; nach anderer Quelle auch Carl Rudolf Josef Aloys von Strauch:333) war Tuchfabrikant, Gutsbesitzer und von 1816 bis 1836 Landrat des Landkreises Aachen.:772

## Leben und Werdegang
Karl Rudolf Strauch war der Sohn des Kaufmannes, Nadelfabrikanten und Besitzers des Gutes Kalkofen, Johann Caspar Gottfried von Strauch (* 1733; † vor 1790) und der Maria Margarete Josephine, geb. von Collenbach (* 1738; † vor 1775):333 sowie Neffe des ehemaligen Bürgermeisters der Reichsstadt Aachen Peter Balthasar Strauch (1728–1802). Nach dem Besuch des Gymnasiums studierte er Rechtswissenschaften an der Universität in Bonn. Neben seinem Stand als Tuchfabrikant besaß er das Gut Wiesenthal am ehemaligen Kölnsteinweg vor den Toren der Stadt (heute etwa Wiesental 8, nördlich des Europaplatzes). Bereits während der Zeit der Napoleonischen Besetzung wurden ihm öffentliche Ämter angetragen. So bekleidete er das Ehrenamt eines Handelsrichters und wurde am 30. August 1811 zum Präfekturrat des Département de la Roer in Aachen berufen. Nach dem Übergang der Rheinlande an Preußen erfolgte am 1. Mai 1816 seine Ernennung zum ersten Landrat des neu gebildeten Landkreises Aachen. Der seit Beginn der 1830er Jahre gesundheitlich leidende Strauch wurde auf eigenes Ersuchen vom 15. Dezember 1835 mit Allerhöchster Kabinettsorder (A.K.O.) vom 7. März 1836 pensioniert. Zum 15. April 1836 schied er offiziell aus dem Dienst.:772
Familie
Der Katholik Karl Rudolf Strauch heiratete am 30. Dezember 1805 in Aachen Isabella Maria Walburga von Thimus (* 8. November 1769 in Aachen; † 1821:333), eine Tochter des Ägidius Leonhard von Thimus und der Maria Agnes, geb. von Strauch.:772 Ihre Tochter Clementine Ottilie Hubertine von Strauch (* 5. Januar 1809; † 25. September 1893 in Aachen):115 heiratete 1833 den preußischen Kammerherrn, Mitglied des Herrenhauses und beigeordneten Bürgermeister der Stadt Aachen, Theodor Freiherr Geyr von Schweppenburg (* 25. September 1806 in Köln; † 3. Juli 1882 in Aachen).:116 Karl Rudolf von Strauch wurde am 31. März 1827 in den preußischen Adelsstand erhoben.:772